# Charles P. Mountford
Pour les articles homonymes, voir Mountford.
Charles Pearcy Mountford, né le 8 mai 1890 à Hallett et mort le 16 décembre 1976 à Norwood, est un anthropologiste australien.

## Biographie
Charles Pearcy Mountford naît le 8 mai 1890 à Hallett. Il est le fils de Charles Mountford, agriculteur, et de son épouse Arabella, née Windsor. Il fréquente les écoles publiques de Hallett, Georgetown et Moonta, et commence à travailler pour son père à l'âge de 10 ans. Après le déménagement de la famille à Adélaïde, « Monty » (comme on le surnomme), trouve un emploi de conducteur de tramway en 1909 et commence à suivre des cours par correspondance de mécanique et d'ingénierie à l'école des mines et des industries d'Australie-Méridionale. Nommé mécanicien électricien au sein du Municipal Tramways Trust, il passe au département du Postmaster-General en 1913. Le 18 mars 1914, à l'église méthodiste de Thebarton, il épouse Florence Julge Purnell, une employée de bureau de 23 ans ; avec qui il aura deux enfants.
En 1920, Charles P. Mountford est promu mécanicien principal et envoyé au bureau de poste de Darwin. Le contact avec les Aborigènes au Kahlin Compound éveille son intérêt pour leurs cérémonies et leurs traditions. Il commence également à étudier l'histoire naturelle de la région. De retour à Adélaïde, il subit une perte personnelle avec la mort de sa femme en 1925 et se console en traçant des gravures rupestres aborigènes près de la ferme de ses parents à Peterborough. En 1926, avec Norman Tindale du South Australian Museum, il publie un article sur les sculptures ; en 1928, il prend la parole sur le sujet à la conférence de l'Australasian Association for the Advancement of Science.
Lui et son père deviennent membres fondateurs en 1926 de la Société anthropologique d'Australie du Sud. Encouragé par son président Frederic Wood Jones, il fait des relevés de gravures autour de Panaramittee et de Mount Chambers Gorge. Le 28 octobre 1933, à la Gartrell Memorial Methodist Church, Rose Park, il épouse Bessie Ilma Johnstone, une fonctionnaire de 42 ans. En 1935, il est nommé secrétaire d'une commission d'enquête chargée d'examiner les allégations de mauvais traitements infligés aux Aborigènes dans le Territoire du Nord, à Hermannsburg et à Ayers Rock. La même année, il rejoint Tindale, C. J. Hackett, anthropologue physique, et E. O. Stocker, ciné-photographe, pour une expédition (sous les auspices du conseil de recherche anthropologique de l'université d'Adélaïde) dans la chaîne de Warburton, en Australie occidentale. Il travaille comme photographe et enregistreur d'art, et revient avec de nombreuses photographies et plus de 400 dessins au crayon décrivant des sites et des dreaming-tracks.
Après avoir accompagné l'expédition du conseil aux Granites, dans le Territoire du Nord, en 1936, Mountford en rejoint une autre à la mission de Nepabunna, dans les Flinders Ranges, en Australie-Méridionale, en 1937. Il retourne plusieurs fois à Nepabunna : ses photographies, ses enregistrements et ses notes sur la mythologie, la culture matérielle et les coutumes sociales constituent un dossier ethnographique inégalé sur le peuple Adnyamathanha. En 1938, il accompagne l'expédition de (Sir) Archibald Grenfell Price à la station de Mount Dare pour enquêter sur l'observation présumée des restes du groupe de Ludwig Leichhardt. Conférencier en ethnologie accompli de la Workers' Educational Association, Charles P. Mountford publie plusieurs articles scientifiques et une série d'articles de journaux, et finalement est employé pendant deux ans comme assistant honoraire en ethnologie au South Australian Museum. Dans le département du P.M.G., il mène également des recherches fructueuses sur les effets corrosifs de l'électrolyse sur les câbles souterrains.
Au milieu de l'année 1938, Charles P. Mountford prend un congé d'un an du département pour travailler comme ethnologue par intérim au musée. Il envisage une expédition à dos de chameau d'Ernabella à Ayers Rock pour examiner l'art des Pitjantjatjara et des Yankuntjatjara. Adolphus Elkin dissuade le Carnegie Trust de financer le projet de Charles P. Mountford en raison de son statut d'amateur, mais il est soutenu par le conseil pour la recherche anthropologique et des sponsors privés. L'expédition de quatre mois menée en 1940, avec Lauri Sheard et le gardien de chameaux Tommy Dodd, aboutit à une étude détaillée de l'art et de la mythologie d'Ayers Rock et des Olgas. Les expositions de photographies de Charles P. Mountford, son livre Brown Men and Red Sand (Melbourne, 1948) et son film du même nom, qui a été primé, deviennent des tremplins pour la suite de sa carrière. En 1942, il parcourt les MacDonnell Ranges, documentant l'art des objets sacrés et enregistrant son voyage dans son film Tjurunga. Il réalise également un autre film influent, Namatjira the Painter, qui accompagne son livre illustré, The Art of Albert Namatjira (Melbourne, 1944).
Son aisance en tant qu'orateur et son enthousiasme en tant que présentateur de ses films et photographies lui valent d'être engagé comme conférencier par le ministère de l'Information du Commonwealth. Ses tournées (1945, 1946) aux États-Unis d'Amérique font connaître l'art aborigène à un public international et il se fait des amis influents. Invité à demander une bourse de recherche ethnologique à la National Geographic Society, il effectue en 1948 un voyage d'étude financé par la N.G.S. à Arnhem Land, dans le Territoire du Nord. Il publie un compte rendu détaillé de l'art de la région et produit trois autres films. Les collections de peintures sur écorce rassemblées lors de ce voyage sont distribuées dans les galeries d'art et les musées du pays, influençant les futures politiques d'acquisition. Il effectue d'autres expéditions en Terre d'Arnhem (1949), à Yuendumu, dans le Territoire du Nord (1951), et sur l'île Melville (1954).
Dans les années 1950 et 1960, Charles P. Mountford publie plusieurs livres basés sur ses voyages et ses photographies. Parmi ceux-ci, citons The Tiwi (Londres, 1958), qui relate leur vie cérémonielle et artistique, et Winbaraku (Adélaïde, 1967), qui documente la dreaming-track d'Australie centrale du serpent Mulga Jarapiri'. Charles prend sa retraite du service public du Commonwealth en 1955 et est nommé O.B.E. la même année. Soutenu par la Nuffield Foundation, il entre au St John's College de Cambridge (Dip.Anthrop., 1959), rédige une thèse sur l'art aborigène et inspecte les collections des musées en Europe. Ses dernières expéditions pour étudier l'art rupestre dans les régions de Port Hedland, en Australie occidentale, et de la péninsule de Cape York, dans le Queensland, ont été entreprises en 1963 et 1964 respectivement.
La thèse que Charles P. Mountford présente à l'Université d'Adélaïde (M.A., 1964) est ensuite publiée sous le titre Ayers Rock, Its People, Their Beliefs and Their Art (Sydney, 1965). Avec l'artiste Ainslie Roberts, il devient très connu pour leurs publications conjointes - The Dreamtime (1965), The Dawn of Time (1969) et The First Sunrise (1971) - traitant de la mythologie aborigène. En 1973, Charles fait don de ses manuscrits et de sa collection de 13 000 photographies à la State Library of South Australia. Concentrant ses efforts sur une analyse illustrée de l'art et de la mythologie aborigènes d'Australie centrale, il travaille depuis son bureau dans le musée et, à l'âge de 86 ans, achève son magnum opus, Nomads of the Australian Desert (1976). Le livre contient des images de sujets aborigènes restreints et est retiré de la vente peu après sa publication.

### Récompenses
Charles P. Mountford reçoit le médaillon d'histoire naturelle australienne (1945) du Field Naturalists Club of Victoria et le prix Franklin L. Burr (1949) de la National Geographic Society ; en 1955, la branche d'Australie-Méridionale de la Royal Geographical Society of Australasia lui décerne sa médaille d'or John Lewis et la branche du Queensland sa médaille d'or Thomson ; il  remporte la médaille Sir Joseph Verco (1971) de la Royal Society of South Australia, et reçoit un Litt.D. honorifique (1973) de l'université de Melbourne et un D.Litt. (1976) de l'université d'Adélaïde.

### Mort
Charles P. Mountford meurt le 16 décembre 1976 à Norwood et est incinéré. Sa femme, ainsi que le fils et la fille issus de son premier mariage sont morts avant lui.